# Kay Lenz
Kay Lenz (* 4. März 1953 in Los Angeles, Kalifornien) ist eine US-amerikanische Schauspielerin. Sie ist ebenfalls als Kay Ann Kemper bekannt.

## Leben
Kay Lenz begann ihre Schauspielkarriere als Teenager Ende der 1960er Jahre in amerikanischen Fernsehserien. Sie spielte unter anderem in der Andy Griffith Show. Eine kleine Rolle erhielt sie in dem Kultfilm American Graffiti von George Lucas 1973. Im gleichen Jahr spielte sie ihre wichtigste Hauptrolle in einem Kinofilm. Als Breezy in Begegnung am Vormittag spielte sie an der Seite von William Holden unter der Regie von Clint Eastwood und erhielt dafür eine Nominierung für den Golden Globe Award in der Kategorie Beste Nachwuchsdarstellerin. 1987 war sie in dem Actionfilm Das Weiße im Auge zu sehen. Dem deutschen Publikum wurde sie durch die Rolle der Kate Jordache in der Fernsehsaga Reich und Arm bekannt. Für diese Rolle wurde sie für einen Emmy Award nominiert. Den Preis erhielt sie 1989 letztlich für ihre Arbeit in der Serie Der Nachtfalke. Von 1977 bis 1982 war sie mit dem US-Entertainer David Cassidy verheiratet.

## Filmografie

### Spielfilme
- 1972: The Weekend Nun (Fernsehfilm)
- 1973: American Graffiti
- 1973: Begegnung am Vormittag (Breezy)
- 1973: Lisa, Bright and Dark (Fernsehfilm)
- 1973: Ein Sommer ohne Jungs (A Summer Without Boys, Fernsehfilm)
- 1974: Unwed Father (Fernsehfilm)
- 1974: The Underground Man (Fernsehfilm)
- 1974: The F.B.I. Story: The FBI Versus Alvin Karpis, Public Enemy Number One (Fernsehfilm)
- 1974: The One (Fernsehfilm)
- 1975: Journey from Darkness (Fernsehfilm)
- 1975: Straße der Gewalt (White Line Fever)
- 1976: Der Supermann des Wilden Westens (The Great Scout & Cathouse Thursday)
- 1976: Rasende Gewalt (Moving Violation)
- 1978: The Initiation of Sarah (Fernsehfilm)
- 1978: Das Teufelscamp (Mean Dog Blues)
- 1979: Der Pass des Todes (The Passage)
- 1979: The Seeding of Sarah Burns (Fernsehfilm)
- 1979: Pater Brown läßt sich nicht bluffen (Sanctuary of Fear, Fernsehfilm)
- 1980: Escape (Fernsehfilm)
- 1980: The Hustler of Muscle Beach (Fernsehfilm)
- 1981: Schwanensee (Sekai meisaku dôwa: Hakuchô no mizûmi, Stimme)
- 1982: Mord in Zelle 3 (Fast-Walking)
- 1983: Gefangene des Universums (Prisoners of the Lost Universe)
- 1983: Das Haus (Trial by Terror)
- 1986: House – Das Horrorhaus (House)
- 1987: Stripped to Kill
- 1987: Das Weiße im Auge (Death Wish 4: The Crackdown)
- 1988: Die Stunde des Headhunters (Headhunter)
- 1988: Black Scorpion (Fear)
- 1989: Die Anwältin (Physical Evidence)
- 1989: Todesträume (Murder by Night, Fernsehfilm)
- 1990: Straßen des Schreckens (Streets)
- 1990: Hitler’s Daughter (Fernsehfilm)
- 1991: Shakespeare’s Plan 12 from Outer Space
- 1992: Der Feind im eigenen Haus (Falling from Grace)
- 1994: Geschändet hinter Gittern (Against Their Will: Women in Prison, Fernsehfilm)
- 1995: Gefangen im All (Trapped in Space, Fernsehfilm)
- 1995: Shame II: The Secret (Fernsehfilm)
- 1997: Journey of the Heart (Fernsehfilm)
- 1997: Das letzte Duell (Gunfighter’s Moon)
- 1997: Confidential (A Gun, a Car, a Blonde)
- 1998: Marry Me or Die
- 1998: Abenteuer mit Ragtime (The Adventures of Ragtime)
- 2003: Southside
- 2013: The Secret Lives of Dorks
- 2019: More Beautiful for Having Been Broken
- 2021: The Downside of Bliss

### Fernsehserien
- 1967: Die Monroes (The Monroes, eine Folge)
- 1967: Andy Griffith Show (The Andy Griffith Show, eine Folge)
- 1972: Der Chef (Ironside, eine Folge)
- 1973: Owen Marshall – Strafverteidiger (Owen Marshall: Counselor at Law, eine Folge)
- 1973: Die Straßen von San Francisco (The Streets of San Francisco, Staffel 2, Folge 7)
- 1974: Love Story (eine Folge)
- 1974: Rauchende Colts (Gunsmoke, eine Folge)
- 1974: Medical Center (eine Folge)
- 1974: Kodiak (eine Folge)
- 1974: Ein Sheriff in New York (McCloud, eine Folge)
- 1974: Nakia, der Indianersheriff (Nakia, eine Folge)
- 1974: Cannon (eine Folge)
- 1974: The ABC Afternoon Playbreak (eine Folge)
- 1975: Saturday Night Live (eine Folge)
- 1975: Petrocelli (eine Folge)
- 1976: Reich & arm (Rich Man, Poor Man, Miniserie, eine Folge)
- 1976: Jigsaw John (eine Folge)
- 1976–1977: Reich & arm II (Rich Man, Poor Man - Book II, 11 Folgen)
- 1978: Durch die Hölle nach Westen (How the West Was Won, Miniserie, eine Folge)
- 1982: Nachdenkliche Geschichten (Insight, eine Folge)
- 1984: Scene of the Crime (eine Folge)
- 1984: Computer Kids (Whiz Kids, eine Folge)
- 1984: Polizeirevier Hill Street (Hill Street Blues, eine Folge)
- 1984: Magnum (Magnum, p.i., eine Folge)
- 1984: Cagney & Lacey (eine Folge)
- 1984: Ein Colt für alle Fälle (The Fall Guy, zwei Folgen)
- 1984: Matt Houston (eine Folge)
- 1984, 1987: Hotel (zwei Folgen)
- 1984–1988: Simon & Simon (vier Folgen)
- 1985: Finder of Lost Loves (eine Folge)
- 1985: Mord ist ihr Hobby (Murder, She Wrote, eine Folge)
- 1985: MacGyver (eine Folge)
- 1985: Trio mit vier Fäusten (Riptide, eine Folge)
- 1986: Hunter (Fernsehserie, Folge 2x15: Ricks Vergeltung)
- 1986: Heart of the City (zwei Folgen)
- 1987: Der Mann vom anderen Stern (Starman, eine Folge)
- 1987: Mr. Belvedere (eine Folge)
- 1987: CBS Summer Playhouse (eine Folge)
- 1987: Das Model und der Schnüffler (Moonlighting, eine Folge)
- 1987: Charles in Charge (eine Folge)
- 1987: Die glorreichen Zwei (Houston Knights, eine Folge)
- 1988–1989: Der Nachtfalke (Midnight Caller, drei Folgen)
- 1989: Hardball (eine Folge)
- 1989: Junge Schicksale (ABC Afterschool Specials, eine Folge)
- 1991–1993: Die Staatsanwältin und der Cop (Reasonable Doubts, 32 Folgen)
- 1992–1993: Wild West C.O.W.-Boys of Moo Mesa (vier Folgen)
- 1994–1996: Der Tick (The Tick, 18 Folgen, Stimme)
- 1995: Superman – Die Abenteuer von Lois & Clark (Lois & Clark: The New Adventures of Superman, eine Folge)
- 1996: Ein Hauch von Himmel (Touched By An Angel, eine Folge)
- 2000: Die glorreichen Sieben (The Magnificent Seven, eine Folge)
- 2000: Emergency Room – Die Notaufnahme (ER, eine Folge)
- 2000–2001: Cover Me: Based on the True Life of an FBI Family (zwei Folgen)
- 2001: Noch mal mit Gefühl (Once and Again, zwei Folgen)
- 2002: Law & Order: Special Victims Unit (eine Folge)
- 2003: The Agency – Im Fadenkreuz der C.I.A. (The Agency, eine Folge)
- 2003: JAG – Im Auftrag der Ehre (JAG, eine Folge)
- 2007: Heartland – Paradies für Pferde (Heartland, eine Folge)
- 2007: Dr. House (House, eine Folge)
- 2008: Navy CIS (NCIS, eine Folge)
- 2009: Cold Case – Kein Opfer ist je vergessen (Cold Case, eine Folge)
- 2010: The Closer (eine Folge)
- 2011: Southland (eine Folge)
- 2013: CSI: Vegas (CSI: Crime Scene Investigation, eine Folge)
- 2014: Bones – Die Knochenjägerin (Bones, eine Folge)